# Historia de Antioquia
Historia de Antioquia, uno de los 32 departamentos de la República de Colombia.

## Toponimia
Acerca del origen del nombre de Antioquia hay varias hipótesis. Una de las más conocidas es:
El nombre Antioquia es una remembranza a la provincia Antioquía, a su vez nombre dado a esa ciudad y su región por el rey griego macedonio Seleuco Nicátor I, en honor a su padre Antíoco de Macedonia, y que posteriormente se convertiría en la provincia romana de Siria. Allí surgieron los primeros cristianos de origen no judío, tal como se lee en los Hechos de los apóstoles.

## Primeros pobladores
Se afirma con alguna certeza que los primeros pobladores asentados en Antioquia, al igual que los del resto de América y por tanto los de Colombia y alrededores andinos, datan al menos de 13 000 años atrás, para las zonas de la Costa Atlántica, y 8.000 años atrás para las zonas del interior; aunque pudieran provenir de muchísimo antes si se tiene en cuenta que, por ejemplo, en el Perú han hallado indicios de presencia humana desde hace por lo menos 22.000 años. y que también fueron muy importantes para el departamento antioqueño.

## sigloXVI

### Aborígenes en Antioquia a la llegada de los españoles

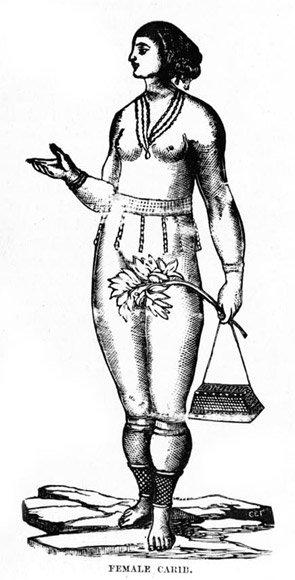
Mujer Caribe por Charles E. Taylor (1888)

Cuando llegaron los españoles en el siglo XVI, las tierras de Antioquia estaban pobladas por numerosas tribus indígenas que pertenecían a dos grandes familias étnicas: los Caribes y los Chibchas. Según los registros arqueológicos, los primeros se habían extendido desde la zona antioqueña de la Costa Atlántica hacia el sur del departamento por los valles de los ríos Atrato, Cauca y Magdalena.
Aunque todavía no hay mucha claridad sobre la cultura del pueblo Caribe, ni sobre grupos indígenas que no ofrecían mucha resistencia armada, se conoce que utilizaban arcos con flechas envenenadas.
Por esa época de la llegada de los españoles la etnia Caribe tenía varias familias en Antioquia: dos de ellas, los Tahamíes y los Nutabes, habitaban en la región comprendida entre los ríos Cauca y Porce, mientras que los Chocóes ocupaban las vertientes del río Atrato y los Pantágoras se asentaban en las vertientes del Magdalena.
El principal grupo Chibcha estaba en el Golfo de Urabá, donde vivían los Urabáes y Cunas. También pertenecían a esta familia los Ebéjicos, Ituangos, Peques, Nores, Guacas, Aburráes y Sinifanaes.
Finalmente, pertenecientes también a otra etnia diferente, siglos antes los Quimbayas estuvieron presentes en Antioquia en su zona sur, en la región de los actuales municipios de Abejorral y Sonsón, así como en la región del hoy eje cafetero. Los ibéricos no tuvieron contacto significativo con lo que entonces quedaba de esta cultura, la cual ya había prácticamente desaparecido desde el siglo X.

### La conquista española
El primer español que pisó Antioquia fue el conquistador Rodrigo de Bastidas, quien estuvo en la región del Darién antioqueño en el año 1501. Posteriormente, en 1504, Juan de la Cosa visitó los territorios de Urabá y Darién. Sin embargo, estas dos primeras incursiones españolas fueron totalmente pasajeras y no condujeron a ninguna fundación o asentamiento estable. 

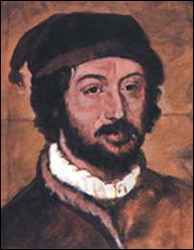
Juan de la Cosa.

La primera base y cuartel general español en Antioquia
Pero seis años después, en 1510, Alonso de Ojeda, otro conquistador que había sido nombrado gobernador de la provincia de Nueva Andalucía, la cual comprendía la zona de Urabá, fundó allí en Urabá el primer asentamiento español en territorio colombiano que pretendía servir de base y cuartel general para sus exploraciones al interior del continente. El asentamiento era en realidad un fuerte, más que un poblado. Se bautizó con el nombre de San Sebastián de Urabá, cerca de lo que hoy, en 2024, es el municipio de Necoclí, Antioquia. 

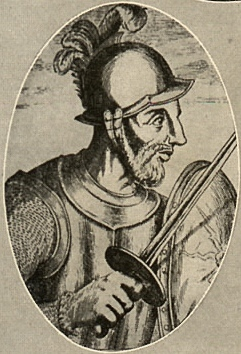
Alonso de Ojeda fundó a San Sebastián de Urabá.

La primera ciudad española en Antioquia y el continente
Menos de un año después el asentamiento resultó siendo un caos y fue abandonado por los españoles, quienes agobiados por la hostilidad de los indios se trasladaron a otro lugar del Darién, en el litoral opuesto del golfo de Urabá, el occidental, donde había mejores perspectivas de estabilidad para su base de operaciones. Allí fundaron a Santa María de la Antigua del Darién a fines de 1510, cuyo nombre provino de la promesa que les habían hecho de que si ganaban la batalla a los indígenas, la nueva ciudad se bautizaría igual que la virgen del mismo nombre, venerada en Sevilla, España. Desde esta ciudad, primera fundación del continente con características de poblado y relativa estabilidad, se hicieron algunas expediciones al territorio antioqueño, por el río León y el río Atrato. Pero también Santa María de la Antigua fue abandonada hacia 1520, y los pocos españoles que sobrevivieron a sus conflictos bélicos se trasladaron a Panamá.
La segunda ciudad
La segunda ciudad española del continente fue fundada también en el mismo territorio antioqueño de Urabá, casi en el mismo sitio de la primera fundación de San Sebastián de Urabá. En 1535 los conquistadores de Cartagena de Indias fundaron a San Sebastián de Buenavista, casi en el mismo sitio donde inicialmente estuvo San Sebastián de Urabá. Este pueblo se convirtió en la nueva base de las incursiones iniciales hacia Antioquia. Desde San Sebastián de Buenavista salieron nuevas expediciones: la de Pedro de Heredia hacia Dabeiba en 1536, la de Francisco César en 1537, que llegó hasta Guaca, escenario de una violenta batalla, donde gobernaba el cacique Nutibara, y la de Juan Vadillo en 1537, quien fue igualmente a Guaca y Buriticá, y siguió por el Cauca arriba hasta Caramanta y Cali. 

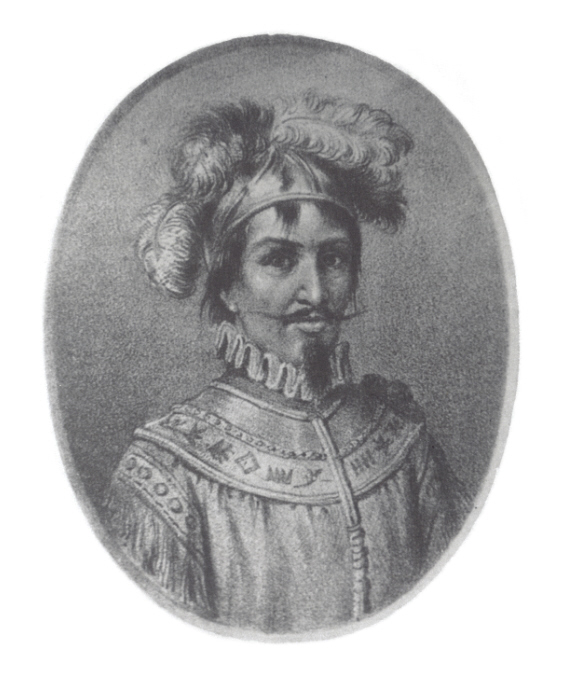
Don Jorge Robledo, fundador de Santa Fe de Antioquia.

Expediciones al interior del continente. Fundación de Santafé de Antioquia y descubrimiento del Valle de Aburrá
Los informes de Vadillo atrajeron el interés de los conquistadores que venían del sur, comandados por Sebastián de Belalcázar. Uno de sus tenientes, Jorge Robledo, que había fundado ya a Cartago y Anserma, organizó en 1541 la expedición que descubrió el Valle de Aburrá, y quien ese mismo año fundó además, en el valle de Ebéjico, la ciudad de Antioquia. Esta fue trasladada al poco tiempo a la región de Frontino, y en 1548 a la ciudad de Santa Fe de Antioquia, que el mismo Jorge Robledo había fundado dos años antes.
Los conquistadores de estas tierras agrestes desconocían el terreno, la vegetación y la fauna. Muchos pobladores indígenas eran belicosos, y a través de diversas rebeliones trataron de combatir a los españoles. A pesar de los conflictos, propios de la mezcla de sociedades casi incompatibles en principio, muchos españoles optaron por casarse con las indígenas de la zona y de esa manera contribuir a los vínculos de sangre por herencia.
El territorio antioqueño se llamó inicialmente Provincia de Antioquia e hizo parte, hasta 1569, de la gobernación de Popayán. En ese año el rey de España estableció la gobernación de Antioquia, sujeta a la Audiencia del Nuevo Reino de Granada. Conservó este nombre de provincia o gobernación, y la dependencia del Nuevo Reino de Granada hasta 1810. El último gobernador de la provincia antes de la Independencia, fue don Francisco de Ayala.

### Origen de los antioqueños
Entre los grupos que integran el mosaico humano de Colombia quizás el más caracterizado o diferenciado es el pueblo antioqueño. Su particular cultura ha hecho que se tejan muchas especulaciones acerca del origen de este pueblo, también conocido como "paisa".
Históricamente los antioqueños proceden del indígena, el español y el negro. Luis López de Mesa decía: “La región antioqueña… étnicamente debiera clasificarse como… ibero-afroamericana”. Los estudios genéticos recientes han comprobado la información de los historiadores: como no había casi mujeres españolas, el grupo antioqueño recibió su herencia femenina de los indígenas, mientras que los españoles representan más o menos las dos terceras partes del aporte masculino, los indígenas entre el 25 y el 30%, y los africanos entre el 5 y el 15%.
Aunque el número de indígenas de la provincia de Antioquia era elevado, probablemente de más de un millón de personas para 1500, se redujo rápidamente, y para 1560 no superaba los 100.000. Esta drástica disminución fue causada por el enfrentamiento a la conquista española y sobre todo por el impacto de las enfermedades europeas.

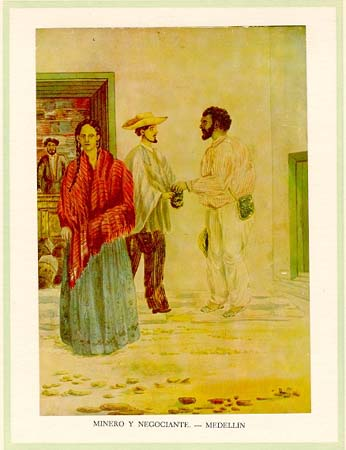
Acuarela antioqueña de la Comisión Corográfica, Henry Price, 1852.

James J. Parsons, investigador estadounidense, realizó por 1949 un estudio bastante detallado sobre el origen de los antioqueños y, entre otros, suministra los siguientes datos respecto de la población negra de esta región: “En 1759 había en Antioquia 900 negros que en 1767 habían aumentado a 4.296; en 1797 la cifra anterior se había duplicado. El censo de 1808 arrojó 10.045 esclavos, aunque ya para esta fecha muchos de ellos no eran peones mineros sino dependientes domésticos. En algunos distritos los mulatos eran más numerosos que los mestizos y blancos. Los negros eran numerosos en los campos mineros”. Según el censo de 1788, que muestra una estructura étnica que poco cambió en el futuro dado el aislamiento demográfico de la región, la población estaba dividida en ese momento en un 14% de blancos, un 64% de mestizos -sobre todo descendientes de mujeres indígenas y conquistadores españoles-, un 16% de esclavos negros y un 6 de indios.

## SigloXVII

### Don Gaspar de Rodas
Aunque solo vivió 7 años del siglo XVII (murió en 1607), el personaje español más representativo con el cual se inicia la historia de Antioquia en este siglo es don Gaspar de Rodas, primer gobernador del departamento. Hombre de recia personalidad y de espíritu creativo, tomó cariño a esa, su tierra adoptiva, que le proporcionó los elementos humanos y geográficos para demostrarle a su generación un sincero agradecimiento a la oportunidad que le dio el Nuevo Reino de Granada de materializar sus sueños fundadores de nuevas ciudades. Gaspar de Rodas perdurará en esa comarca colombiana como prototipo progresista e incasable luchador.

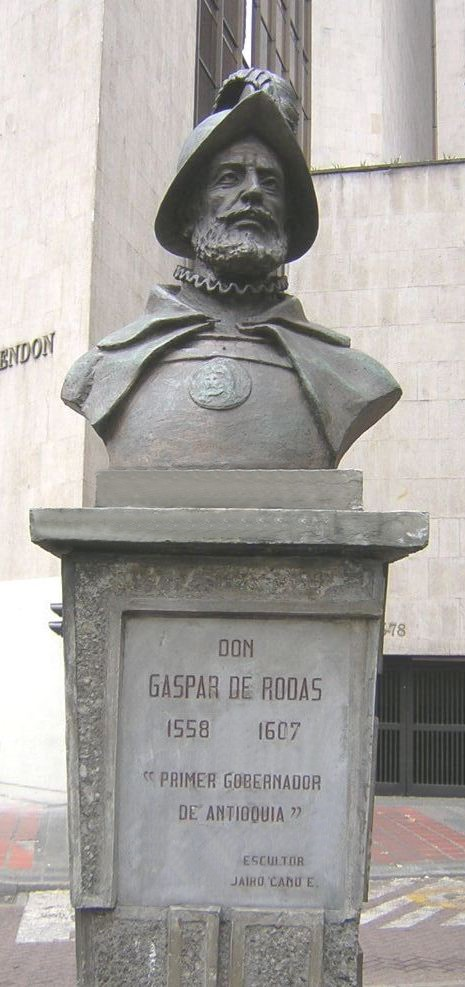
Don Gaspar de Rodas, primer gobernador de Antioquia.

Aquella gobernación de don Gaspar de Rodas fue todo un hito de conquistas, acciones y humanismo, que condujo a que esta región se desarrollase de manera diferente, separada del resto del Nuevo Reino de Granada. "A ella llegaron lenta pero persistentemente nuevas familias españolas, que doscientos años después de la muerte de Rodas empezaron su expansión territorial hacia las tierras del sur, en lo que se llamó la colonización antioqueña, y tras dos siglos más han llegado a establecerse, fundando pueblos muchas veces en casi todos los rincones de Colombia. Se estima que la tercera parte de la población de Colombia es descendiente de aquellos colonizadores, de los cuales unos 4 millones (5,5 en 2009) viven dentro del territorio del departamento y otros 8 millones viven en otras regiones".
Como la gobernación se le había concedido por dos vidas, es decir, tenía la potestad de nombrar a su sucesor, según voluntad de don Gaspar de Rodas le sucedería en la gobernación su yerno Bartolomé de Alarcón, quien fue confirmado por el rey el 2 de febrero de 1597. 
Según relatan, durante su senectud don Gaspar contaba sus aventuras y penurias del pasado por entre los intrincados parajes de Ituango; dicen que se refería con frecuencia a las montañas de aquella comarca, insistiendo en que las consideraba como las más escabrosas conocidas por él; solía comentar mucho también sobre los indígenas tuangos los cuales, según opinaba, eran los más valientes guerreros que hubo durante la conquista española.
En julio de 1607, en Santafé de Antioquia, ciudad que amó y fue base de toda su vida, don Gaspar de Rodas, después de sortear tantos peligros y librar tantas batallas, moriría apaciblemente rodeado de su familia, pero siempre con la nostalgia de no haber podido fundar un pueblo que quiso ver nacer y que habría de llevar su nombre, San Juan de Rodas.

### La montaña de oro
El oro fue el determinante que propició inicialmente la vida de Antioquia. Antioquia fue “domesticada”, se impulsó y creció con el oro, tanto durante la Conquista en el siglo XVI como después en la Colonia, en el siglo XVII. El siglo XVII, en Antioquia, puede ser llamado El siglo del oro. Incluso, algunas teorías sostienen que el mismo nombre de Antioquia significa, Montaña de oro en algún vocablo indígena. 
Pero el siglo XVII en Antioquia puede ser llamado El siglo del oro, no debido a la abundancia de este material o a la riqueza que pudiera representar, sino porque en esta provincia no había más de qué vivir. Antioquia dependía casi exclusivamente de este mineral, en tanto la agricultura y la ganadería eran prácticamente de subsistencia y las artesanías y la industria apenas si existían en modestas cantidades.
En términos históricos registrados, La Montaña de oro es una expresión que se refiere a la fama que desde el siglo pasado tenía Buriticá, (en cuyos territorios y sus alrededores se desarrollaron la vida y las obras de don Gaspar de Rodas). Era tal la fama de Buriticá con relación al oro, que Pascual de Andagoya le había escrito al rey en 1540. “Buriticá que es donde creo que en el mundo no hay mejores minas de oro porque tengo por cierto que, de sola ella, le ha de ir más oro que de todas las indias juntas”.

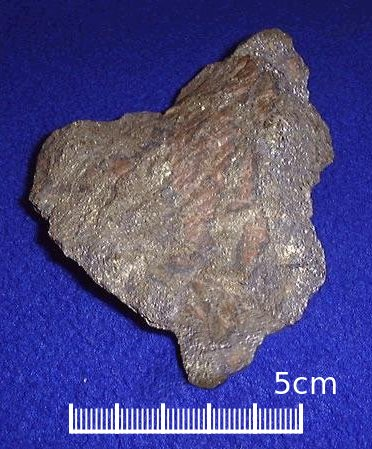
Mineral de oro en mina convertido en moneda.

La minería en Antioquia fue diferente durante la Conquista a como lo fue luego durante el siglo XVII en la Colonia. Las diferencias eran que ambas minerías tuvieron localizaciones geográficas muy diferentes, los mineros eran diferentes, y la estructura administrativa también lo fue. En la Conquista las minas estuvieron ubicadas en tierras bajas, en Remedios, Zaragoza y Cáceres, y su producción se llevó a cabo con obreros indígenas y negros.
En tanto, en la Colonia, las zonas mineras de Antioquia se localizaron básicamente en la zona alta y montañosa de Santa Rosa de Osos, en el valle donde se asienta esta ciudad y por entonces llamado valle de los Osos; la producción de oro en el valle se realizó mediante esclavos de origen africano. En este tipo de minería no existió para nada la minería de veta. La minería en las tierras altas de los Osos suscitaba dificultades técnicas para los mineros de Antioquia, acostumbrados a las tierras bajas. Allá habían hecho uso de la técnica de las acequias desplazando las aguas de las tierras altas a las bajas, pero en los depósitos de Santa Rosa solo podían trabajar en épocas de lluvias, pues el oro era de peñas, llamado también oro bajo. 
Por estas épocas del establecimiento español, la producción de oro la controlaba una institución llamada la Casa de la Fundición, encargada de cobrar el porcentaje económico de la actividad que correspondía al Rey, el cual era del tres por ciento, según toda la legislación desarrollada a lo largo del siglo XVII. En ella se prohibía la explotación del oro en polvo, se ordenaba que el oro debía ser llevado primero a la Casa de la Fundición; no exigía contribución a los mineros, pero se cobraba un impuesto a los comerciantes.
El oro en pelusas, producto de las minas de canalón y de batea, era aceptado como “moneda corriente” dentro y fuera de la provincia de Antioquia. Por este motivo la Corona prohibía que fuera exportado sin antes pasar por la Casa de la Fundición donde, además de ser aquilatado se le ponía el sello de la Corona. Pero la evasión podía más que el control, razón por la cual no es fácil establecer una correlación directa entre las cifras de fundición y la producción total por año.
Sin embargo, existen archivos confiables que registran tanto la producción de oro como la llegada del mineral a España, y en ellos se aprecia claramente cómo la producción nacional (que obviamente incluía a Antioquia como uno de los principales productores, si no el principal), tuvo un apogeo en el siglo XVI, por allá en 1595 y 1596, para después, durante el siglo XVII caer impresionantemente a la quinta parte, situación que continuó durante la totalidad del siglo XVII, una crisis ésta del oro que no terminó hasta más o menos 1784, ya bien entrado el siglo XVIII. 

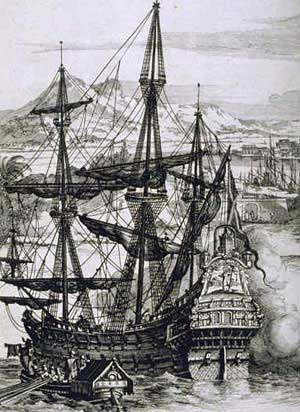
Galeón español por Alberto Durero. Durante cerca de tres siglos estas naves llenaron de oro a España.

Los registros disponibles sobre las llegadas de oro a España por esas épocas, transportado en su Flota marítima de Indias, parecen confirmar estos datos, pues la recepción de oro en España pasó de 45 millones de gramos en 1560 a solo 5 millones en 1660 (Colmenares, Historia económica y social de Colombia (1537-1719).
Esta dramática situación de la economía del oro, especialmente en Antioquia que dependía de ella, condujo a mediados del siglo XVII a la decadencia de las Reales de Minas de Cuamocó, Zaragoza, Remedios y Buriticá, y obligó a los mineros de la provincia de Antioquia a buscar nuevas minas. Así por ejemplo, la familia de los capitanes Juan y Fernando de Toro, lo mismo que Pedro y Gerónimo Martín de Mora, hermanos, y Juan García de Ordás, descubrieron los minerales de Santa Rosa de Osos. Al poco tiempo hubo gran cantidad de minas en el valle donde se asienta esa ciudad, y se explotaban los Reales de los Osos, Santa Rosa, San Jacinto, Petacas y Riochico. Durante la segunda mitad del siglo XVII y todo el siglo XVIII, en estas regiones la actividad minera comenzó de nuevo a incrementarse considerablemente, hasta llegar a un clímax a finales de ese último siglo. 
Según se dijo, a fines del siglo XVI ya había terminado el llamado primer ciclo del oro y la producción comenzó a mostrarse sumamente pobre. Particularmente en la capital de Antioquia, Santafé de Antioquia, toda la economía de la ciudad se había edificado sobre la explotación aurífera. De manera que para hacer frente a la crisis de la ciudad, sus habitantes debieron buscar nuevas formas de sobrevivir, e intentaron una solución con la ganadería y el cultivo del maíz. Pero para ello se debía disponer de tierras y ojalá fértiles. Ya que las mulas cargadas de oro habían abierto el camino desde Buriticá hasta la ciudad capital, los terrenos aledaños a él ofrecieron una solución inmediata. Se cambió la explotación del entorno de la ciudad de la explotación aurífera a la del cultivo y la ganadería.

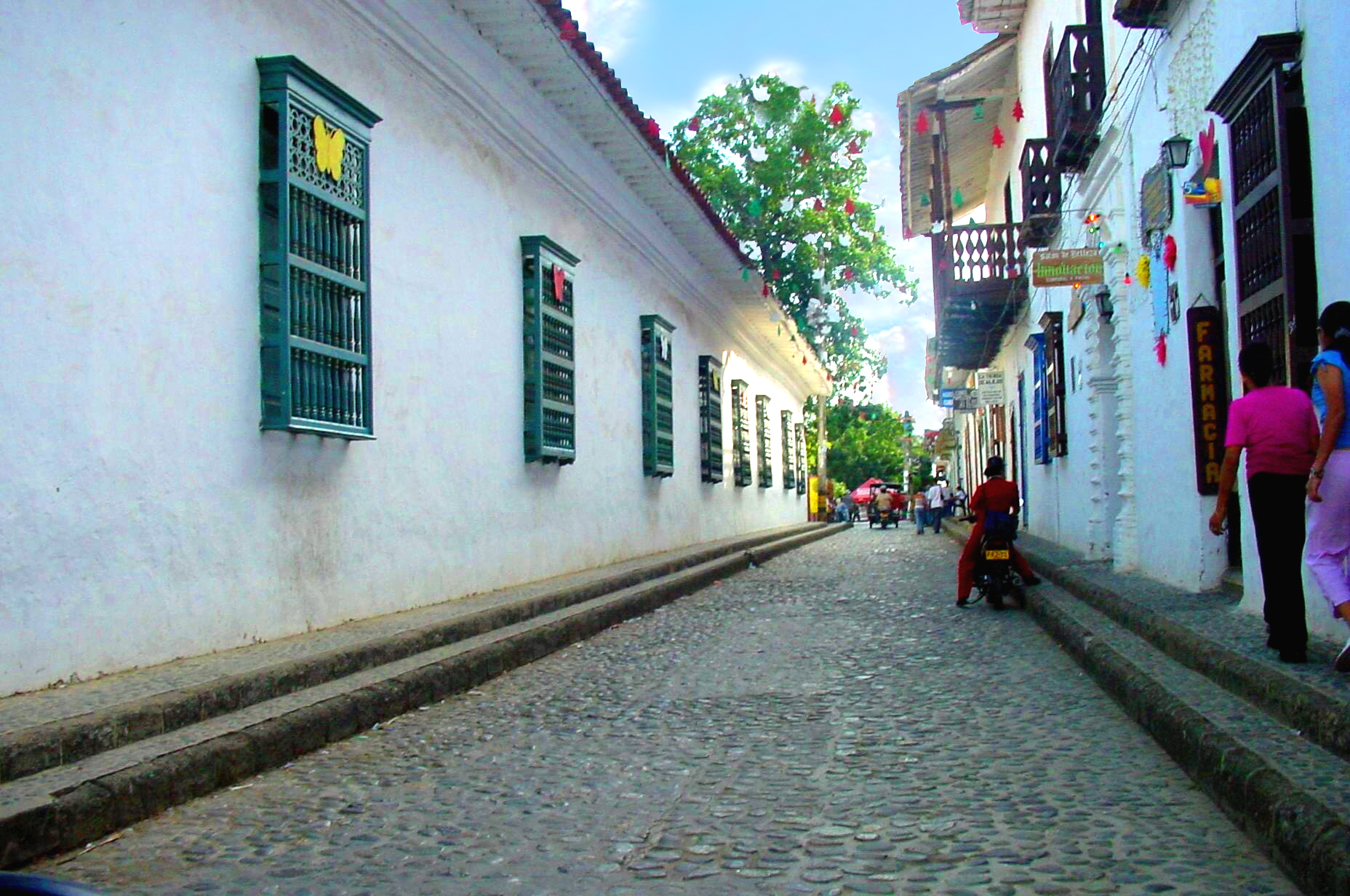
Vista actual de una calle colonial de la antigua capital Santafé de Antioquia, dependiente totalmente del oro durante la conquista y la colonia.

Jurisdicción de la ciudad de Santafé de Antioquia alrededor de 1650.

Así entonces fue como los mineros de Santafé de Antioquia se desplazaron por el río Cauca hasta buscar los minerales del valle de San Nicolás (Rionegro) y los del valle de los Osos (Santa Rosa), con centro de operaciones esta vez en la Villa de la Candelaria de Medellín, que con un clima más favorable, promisorios cultivos en la parte sur del valle de Aburrá y hatos ganaderos en el norte del mismo, parecía tener todas las ventajas de las que adolecía Santafé de Antioquia. De este modo fue adquiriendo importancia Medellín. 
En síntesis, si la capital de Antioquia se encontraba en medio de esta profunda crisis al finalizar el siglo XVII, el inicio del XVIII tampocose insinuaba para nada próspero. El panorama ilustrado por el procurador de la ciudad en 1703 no podía ser peor. Para empeorar las cosas, alrededor de 1689 la cuenca del río Cauca fue azotada por una plaga de langostas que debilitó aún más la frágil economía de la ciudad; las sementeras que apenas sustentaban la población cayeron bajo el apetito voraz de los insectos, y su carácter migratorio irrigó por el corredor el fin de los cultivos, tal como las pestes habían diezmado la población indígena. El resultado inmediato fue el aumento de los precios. 
Pero paradójicamente, la cuenca del río Cauca fue también una barrera protectora natural que impidió que el enjambre afectara considerablemente el Valle de Aburrá (Medellín y vecinos) o el Valle de San Nicolás (Rionegro), por lo que la nueva villa y su vecindario oriental encontraban condiciones favorables para su desarrollo por encima de la antigua y decadente capital de la provincia, Santafé de Antioquia.
Fue entonces cuando comenzaría a surgir Medellín.

### Fundaciones en Antioquia durante elsigloXVII
Las principales ciudades antioqueñas fundadas en el siglo XVII fueron Buriticá, Sabanalarga, San Jerónimo, Sopetrán, Marinilla, y las del Valle de Aburrá, Copacabana, Girardota, La Estrella y Medellín.

### Valle de Aburrá
El Valle de Aburrá, en donde hoy se asienta Medellín, fue visto por primera vez por los españoles el 24 de agosto de 1541. Una expedición de 32 hombres venía en búsqueda de tierras y riquezas al mando de Jerónimo Luis Tejelo, un adelantado capitán protegido por Robledo y de quien Tejelo recibía órdenes. Los indios dueños del Valle de Aburrá, armados con dardos, macanas y tiraderas, ofrecieron una feroz resistencia, y muchos se suicidaron para evitar ser dominados. Luego de su paso inicial por el valle, esta primera expedición española de Tejelo pasó de largo y continuó su exploración hacia el río Magdalena, lejos hacia el este del valle.
También don Gaspar de Rodas había llegado al Valle de Aburrá, según parece, en 1574, desde la región del occidente de Antioquia. Llegó por el Llano de Ovejas (San Pedro de los Milagros), y se encantó con el clima del lugar. De esta excursión se recuerda el Cerro Nutibara, muy vigente aún hoy, que en principio se llamó Morro de Marcela de la Parra, luego Morro de los Cadavides, y finalmente Cerro Nutibara.

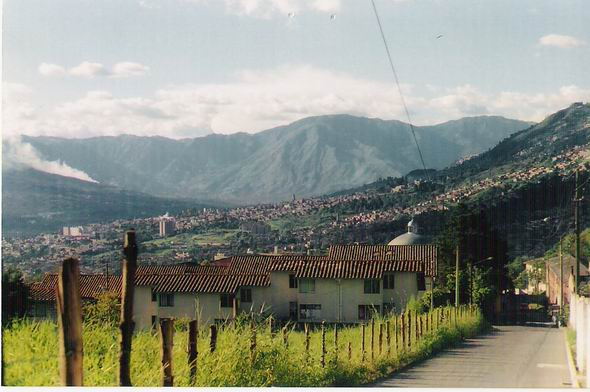
Un aspecto contemporáneo del Valle de Aburrá.

El gobernador de Antioquia, don Gaspar de Rodas murió en 1607. A él le había sido concedida una gobernación de Antioquia de “dos vidas”. Es decir, tenía el derecho de nombrar a su sucesor. En esta condición, don Gaspar dejó como sucesor en la gobernación a Bartolomé de Alarcón, su yerno, durante cuya gestión no ocurrieron hechos de significancia para narrar relativos al Valle de Aburrá. Bartolomé de Alarcón murió en 1614.
Pero para esta fecha había llegado a Antioquia, desde Zaragoza, don Francisco Herrera y Campuzano, oidor de la Real Audiencia de Santafé de Bogotá, quien finalmente fundaría a Medellín en el Valle de Aburrá. 
Con un carácter bondadoso y justo, el oidor dictó también varias ordenanzas en favor de los indios en Santa Fe de Antioquia, donde permaneció unos diez meses. En 1615 y 1616 fundó tres poblaciones: San Jerónimo (originalmente San Juan del Pie de la Cuesta), Nuestra Señora de Sopetrán, y San Lorenzo de Aburrá, en el valle del mismo nombre en la actual ciudad de Medellín, en su sector al sur de la misma hoy conocido como El Poblado.

### Fundación de Medellín
Esta fundación la realizó don Francisco de Herrera Campuzano con el nombre de San Lorenzo del Aburrá, y ocurrió el 2 de marzo de 1616. Inicialmente se trató del establecimiento de un resguardo para la protección de los naturales, para ampararlos y defenderlos en su libertad. Como ya había comenzado la crisis en la producción de oro en toda la provincia de Antioquia incluida su capital Santafé, al valle de San Lorenzo de Aburrá comenzaron a llegar, entre otros, muchos mineros de Santafé, y fue en esta época cuando la región comenzó a adquirir una creciente importancia que posteriormente haría trasladar a él desde Santa Fe, la capital de Antioquia. 
Entre 1630 y 1650, el Valle de Aburrá comenzó a poblarse por parte de descendientes de los primeros españoles y por inmigrantes nuevos. En 1637, y luego en 1646, se trasladaron los habitantes del Valle de Aburrá al ángulo formado por el río Aburrá, hoy río Medellín, y el riachuelo de Aná, (hoy quebrada Santa Helena).
En 1649, en el Sitio de Aná, se construye la Iglesia de la Candelaria por iniciativa del Padre Juan Gómez de Ureña, y desde entonces empezó a designarse el sitio con el nombre de Nuestra Señora de la Candelaria de Aná.
El 20 de marzo de 1671 el Teniente de Gobernador Juan Bueso de Valdés funda la Villa Nueva del Valle de Aburrá de Nuestra Señora de la Candelaria, por decreto del Gobernador Francisco de Montoya y Salazar. Esta fundación no tuvo el efecto que podría tener una dada mediante Real Cédula fundacional, por lo que se busca la confirmación de la misma, además por los problemas que presentaban para los habitantes de la nueva villa los intereses de los ciudadanos de Santafé de Antioquia, que intuían que su papel preponderante se vería disminuido con la reciente fundación.
En 1675 se dio la fundación de la Villa de Nuestra Señora de la Candelaria de Medellín, según Real Cédula portada por el gobernador y capitán general de la Provincia de Antioquia Miguel de Aguinaga y Mendigoitia, de origen vasco de la Villa de Éibar, Guipúzcoa, quien dicta el auto de erección de este poblado el 2 de noviembre de 1675 y le impone el nombre de Medellín, derivado de Claudio Metello, fundador de la ciudad de Metellinum (Medellín), en Extremadura, en honor a un protector suyo, que era Don Pedro de Portocarrero y Luna, Conde de Medellín y Comendador de Indias, quien siempre se había mostrado muy favorable a la creación de esta nueva villa. El acto fue adelantando luego de la misa en ceremonia solemne que incluyó procesión a caballo presidida por el gobernador, seguido de los Principales del pueblo; acto seguido se leyó la Real Cédula y fue fijada en una estaca en el centro de la Plaza Mayor.
Medellín durante la colonia española
Durante el tiempo colonial Medellín no tuvo mucha importancia como centro urbano. El señorío de Antioquia lo ostentarían en esa época la ciudad madre de la región antioqueña, Santafé de Antioquia, en el occidente del departamento, la ciudad de Rionegro en el oriente, y los pueblos mineros de la zona del Bajo Cauca. Medellín sería una tranquila villa rodeada de hatos sin mayor importancia.
En la época de La Colonia, la fundación de nuevos asentamientos en el Valle de Aburrá obedeció a la necesidad de intercambio de la capital provincial de Santafé de Antioquia con otras regiones del país y del exterior, dada su posición de paso obligado en la ruta hacia el río Magdalena y la costa Atlántica.

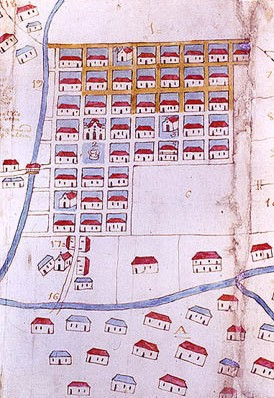
Plano de la Villa de Medellín, 1791.

Luego, con el transcurso del tiempo, el valle, y en especial Medellín, pasaron de ser una simple estación en las rutas comerciales que provenían de la capital provincial, a convertirse en el nuevo centro político y económico de la región.
El gobernador Miguel de Aguinaga y Mendigoitia, el 2 de noviembre de 1675, estableció a todo el Valle de Aburrá como una sola jurisdicción, desde el nacimiento del río Medellín hasta el lugar donde cambia su nombre por el de río Porce, es decir, desde el paraje de La Valeria, en el municipio de Caldas, al sur del valle, hasta la localidad de El Hatillo en el municipio de Barbosa, al norte; tres mil personas habitaban entonces la zona.
Los primeros nombramientos fueron: Alférez Real Don Rodrigo García Hidalgo, Alguacil Mayor Don Juan Jaramillo de Andrade, Alcalde Provincial de la Santa Hermandad Don Pedro Gutiérrez Colmenero, Regidores Don Roque González de Fresneda, Don Francisco Díez de Latorre, Luis Gómez y Don Alonso López de Restrepo. Habiéndose excusado Colmenero y García Hidalgo, se les reemplazó con Don Marcos de Rivera y Guzmán y Don Pedro de Celada y Vélez.
En 1674 desde los Potreros de Barbosa (llamada así desde que el Capitán Nicolás Blandón traspasó los terrenos a Diego Fernández Barbosa), comprendiendo Hatogrande (Girardota), el Sitio de la Tasajera (Copacabana) y Hatoviejo (Bello), había sesenta y ocho familias; en el Sitio de Aná (Centro) ochenta y cinco, en el Poblado de San Lorenzo (El Poblado) veinticuatro, en El Guayabal sesenta y dos, en La Culata (San Cristóbal) dieciocho y en Bitagüí (Itagüí) diez familias.
La mayor parte de la población estaba conformada por indígenas, negros y mestizos con un pequeño grupo de peninsulares; a la llegada de Don Miguel de Aguinaga y Mendigoitia los militares españoles eran:
Capitán Don Matheo Castrillón Bernaldo de Quirós, nacido en Santiago de Arma de padres Astures, quienes llegaron al Nuevo Reino junto con Sebastián de Belalcázar, Gaspar de Rodas, Jorge Robledo y el Capitán Nicolás Blandón (nacido en Badajoz en 1538, abuelo de Don Matheo); posteriormente sería Gobernador de la Provincia de Antioquia y fue por su propia iniciativa designado por el entonces Gobernador Antonio Portocarrero y Monroy como Encomendero de Todo el Valle (desde La Valeria en Caldas hasta los Potreros de Barbosa), responsable de la colonización del Valle de Aburrá, lo que adelantó con sus huestes a golpes de hacha. El Capitán Don Matheo fue el padre de Doña Ana de Castrillón quien fuera esposa del Gobernador Francisco de Montoya y Salazar. Es de anotar que en predios y en presencia de Don Matheo se discutieron los detalles de la fundación y su Auto.
Capitán Don Rodrigo García Hidalgo.
Capitán Don Juan Jaramillo de Andrade y Fernández de Salcedo.
Capitán Don Pedro Gutiérrez Colmenero.
Capitán Don Francisco Díez de Latorre.
Capitán Don Roque González de Fresneda.
Capitán Don Marcos de Rivera y Guzmán.
Capitán Don Bartolomé de Aguilar.
Alférez Don Alonso López de Restrepo.
Ayudante Don José Vásquez Romero.
Cabo de Escuadra Luis Gómez.
Contador Antonio Atehortúa y Ossa.
Otras seis u ocho familias de civiles, entre los que se contaban los que fueron encargados del censo por el gobernador Aguinaga, Joseph Vásquez Romero (Protector de los Naturales), Diego García de Galbis, Lucas de Morales y Marcos López de Restrepo, este último primo del Alférez Don Alonso y de quienes se conserva registro de su origen en el poblado de Restrepo en el actual Vegadeo, antes parte de Castropol, en Asturias y vecinos de la “… Ría de San Esteban de Piantón y Paramios, jurisdicción de la Villa de Castropol en Asturias de Oviedo”, lugar del cual, “… corriendo el año 1638, parten hacia las Indias Occidentales. Se alistan en los galeones de la Armada de S. M. el Rey Felipe IV de España, que parten de San Lúcar de Barrameda en la expedición al mando de Don Carlos de Ibarra…”, arribando a la Nueva Granada en 1646.
Como comentario adicinal, Antioquia careció de una tradición artesanal durante el período de la colonia y, como en el resto del país, los pocos objetos de interés artístico fueron traídos de los talleres quiteños.

## sigloXVIII

### Mon y Velarde: reformador de Antioquia

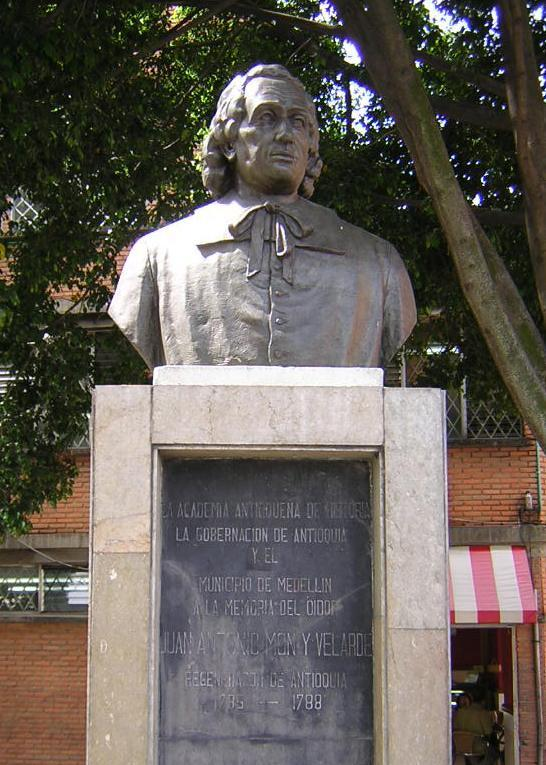
Busto de Juan Antonio Mon y Velarde localizado en Medellín.

Jurisdicciones del Gobierno de Antioquia en 1760.

En 1785 el gobernador de Antioquia, Francisco Silvestre, solicita la presencia del oidor Juan Antonio Mon y Velarde dada la grave crisis que se presentaba en la provincia. Fue enviado entonces como juez visitador y provocó agudas polémicas debido a las reformas que introdujo. Estas incluyeron la reorganización de las rentas de aguardientes y de tabaco y la expedición de un nuevo Código de Minas que sustituyó el que Gaspar de Rodas expidiera en el siglo XVI. 
Mon y Velarde introdujo la plata como patrón monetario, sustituyendo al oro en polvo, con el cual se realizaban hasta entonces las transacciones. Pero quizás la reforma más importante fue el cambio de la estructura agraria antioqueña, el cual permitió la fundación de nuevos pueblos. Mon y Velarde también se opuso con firmeza a que las tierras quedaran en manos de unos pocos latifundistas que no las trabajaban.
A Mon y Velarde se debe en parte el fenómeno de la colonización antioqueña de los territorios al sur de Antioquia, que comenzaría pocos años después.

### La colonización antioqueña
Desde los inicios de la conquista española de América, Antioquia fue una región completamente aislada geográficamente, y este aislamiento continuó durante el período de la Colonia Española y los subsiguientes. El aislamiento propició que su desarrollo económico y desarrollo social tuviese notables diferencias con relación al resto del país. Durante sus épocas tempranas de desarrollo, el principal modo de integración con el resto de la República lo constituiría, además de la arriería, el Ferrocarril de Antioquia.
Puesto que inicialmente las tierras habitadas de Antioquia no eran las más aptas para la agricultura, la principal actividad económica de los antioqueños fue la minería del oro. Por otra parte, inicialmente las mejores tierras de Antioquia fueron propiedad de unas pocas familias que las mantenían sin explotar. A finales del siglo XVIII se presentó una disminución en la producción de oro, al tiempo que las tierras disponibles no eran suficientes para satisfacer las necesidades de la población, todo lo cual configuró una crisis local. Esta situación cambiaría, sin embargo, después de la llamada colonización antioqueña. 
Con la colonización antioqueña se inició la migración de muchos antioqueños, llamados localmente paisas, hacia el sur de la provincia de Antioquia, y se produjeron los primeros asentamientos de colonos antioqueños en otras vastas regiones hasta el momento inexplotadas, y fue entonces cuando las tierras pasaron a ser posesión de miles de familias paisas y dejaron de ser privilegio exclusivo de las clases más favorecidas. 
Lo que Personas llama "colonización antioqueña moderna", se desarrolló básicamente en los territorios de los departamentos de Antioquia, Caldas, Risaralda, Quindío, Valle del Cauca y Tolima. Además, con menor énfasis, se dirigió hacia los departamentos del Chocó, Córdoba y otros sectores más lejanos: Casanare, Meta, Caquetá y Putumayo. 

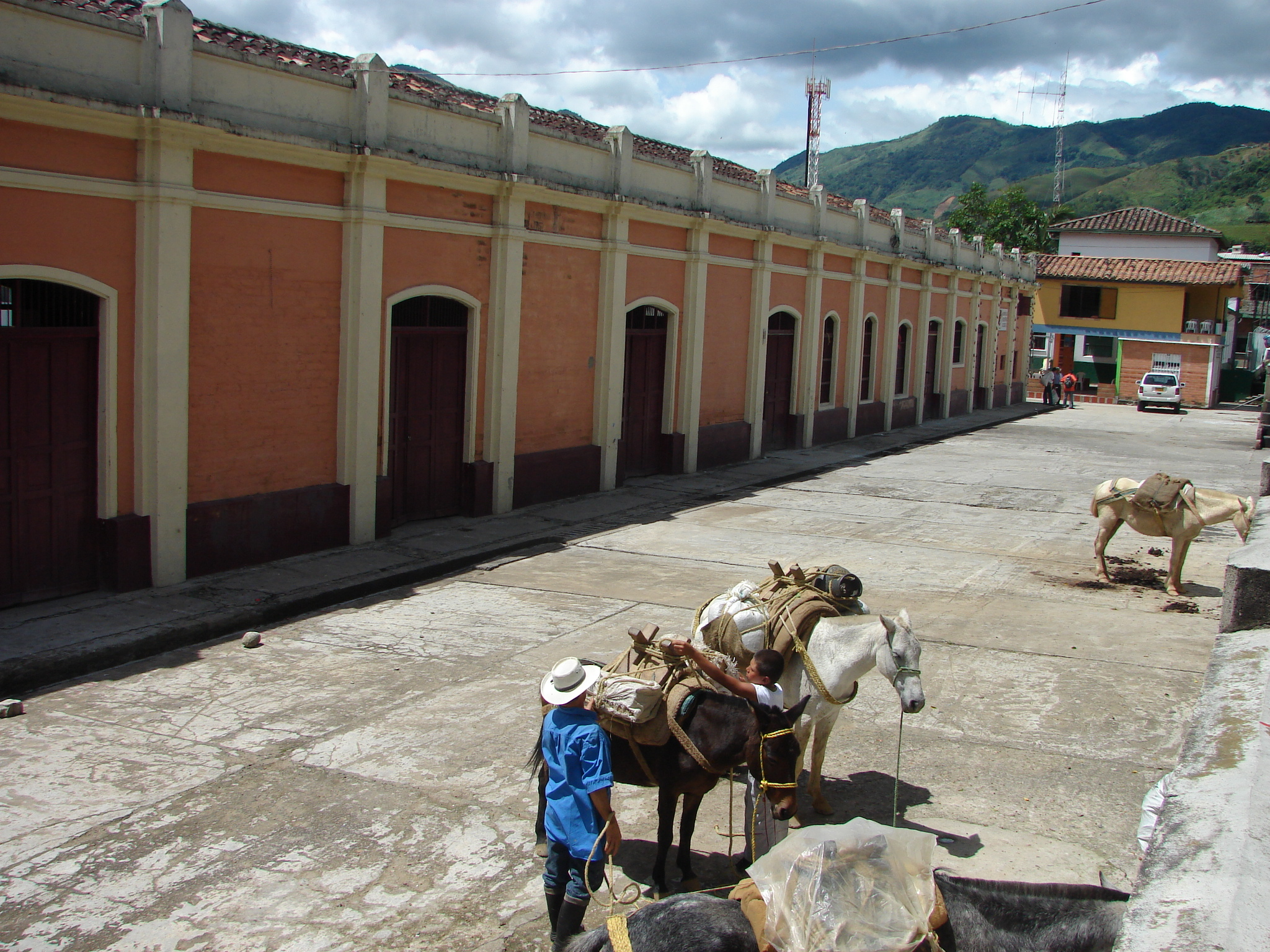
Estampa antioqueña.

Fuera de las poblaciones fundadas dentro de su propio territorio, una lista parcial de las fundaciones antioqueñas hacia el sur, durante la colonización, es la siguiente: Sonsón y Abejorral (1787 - 1789), Aguadas (1814), Pácora (1824), Salamina (1825), Fredonia (1830), Caramanta (1835), Neira y Salento (1843), Santa Rosa de Cabal (1844), Manizales (1848), Fresno (1856), Líbano y Manzanares (1860), Pereira (1863), Jardín (1865), Santo Domingo (Herveo) (1866), Ansermanuevo (1872), Filandia (1878), Pueblo Rico (1884), Calarcá y Quinchía (1886), Armenia y Circasia (1889), Mocatán (hoy Belén de Umbría) (1890), Montenegro (1892), Sevilla (1903) y Caicedonia (1905). 
De esta lista parcial se destacan las ciudades de Manizales, Pereira y Armenia, cuyo mayor desarrollo las convirtió, pasado el tiempo, en capitales departamentales. Muchas de ellas, y varias de las otras ciudades colonizadas, constituyen el denominado Eje Cafetero, región que se convirtió en una de las bases económicas más importantes de la historia de Colombia.
La colonización antioqueña se intensificó a partir de la década de 1870. Durante la segunda mitad del siglo XIX fueron fundadas por los colonos numerosas poblaciones más.
El proceso de colonización integró a la economía del país miles de hectáreas de tierra que durante siglos habían permanecido inexplotadas y despobladas.
El café fue el producto preferido por los colonos, y su producción llegó a convertirse, en las primeras décadas del siglo XX, en la base de la economía nacional. La forma como fueron colonizados estos territorios se fue en contravía de los terratenientes y de la propiedad territorial latifundista de "altas" familias, acostumbrada, por ejemplo, en Bogotá y sus zonas de influencia. La colonización antioqueña fue llevada a cabo primordialmente por familias del común que no tenían capacidad para pagar mano de obra externa, sino que más bien utilizaban la mano de obra familiar para explotar las tierras colonizadas. 

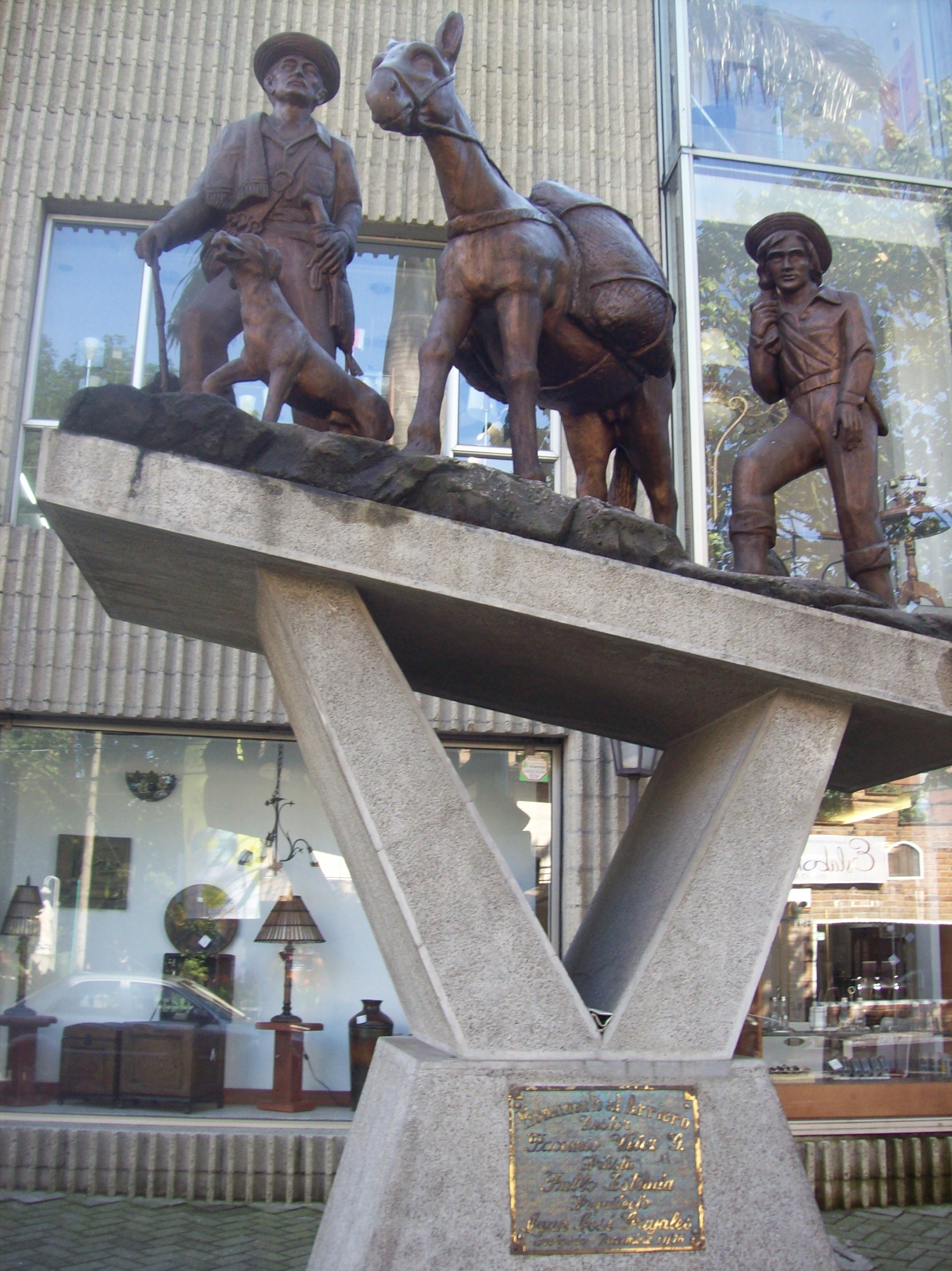
Monumento al arriero, Envigado, Antioquia.

Esto dio origen a un nuevo tipo de sociedad en el occidente colombiano. Mientras en el resto del país el latifundio constituía la característica más importante, en las zonas colonizadas por los paisas predominaba la mediana propiedad campesina y familiar. Además, debido al aislamiento impuesto por la geografía, los pobladores del occidente colombiano permanecieron ajenos a los conflictos armados que acaecieron en Colombia durante todo el siglo XIX, por lo cual en la zona hubo un desarrollo económico estable y continuo, en contraste con otras regiones donde el desarrollo económico se vio seriamente afectado como consecuencia de las guerras civiles. La colonización antioqueña, en síntesis, permitió una unificación más democrática del occidente colombiano que perdura hasta hoy. 
Los colonos se preocuparon por comunicar entre sí los nuevos asentamientos, y construyeron caminos y ferrocarriles. Gracias a esto se estableció un comercio interno que casi no existía en otras regiones, y que se vio favorecido por la capacidad de compra de que gozaban los colonos, como resultado de una mejor distribución de los ingresos del trabajo familiar.
Todos estos factores hicieron que el occidente colombiano se convirtiera, a finales del siglo XIX y a comienzos del siglo XX, en el centro económico más importante del país. La expansión de la economía cafetera hizo posible que se acumularan los capitales que más tarde fueron invertidos en el desarrollo industrial. Esta situación mantuvo al país económicamente a flote durante muchos decenios.

## sigloXIX

### Independencia de Antioquia

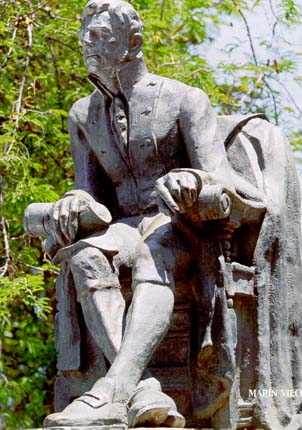
Monumento a Juan del Corral en Santa Fe de Antioquia, Colombia

En 1808 la monarquía española entra en un momento crucial. Ante la ineptitud de Carlos IV y la impopularidad de su ministro Manuel Godoy, su hijo Fernando VII, con el apoyo popular, aspiraba al trono. Napoleón Bonaparte, por su lado, aprovechó estas circunstancias para intervenir en España. Debido a esto, no se hicieron esperar los levantamientos populares y aparecieron, como solución al vacío de poder, juntas de gobierno, que se unificaron finalmente en la Junta Suprema de Aranjuez, establecida en septiembre de 1808.
Esta conformación de juntas de gobierno se adoptó, a todo lo ancho del Imperio, como respuesta a la usurpación de Bonaparte. Así ocurrió en Cartagena, en mayo de 1810, y en Bogotá, el 20 de julio del mismo año, cuando se constituyó una junta provisional presidida temporalmente por el Virrey.
El ejemplo no tardó en seguirse en Antioquia. El gobernador era entonces don Francisco de Ayala, quien, tan pronto llegó la noticia de los sucesos de Bogotá, conocidos hacia el 9 de agosto en Rionegro, se fue plegando a las presiones de los criollos y aceptó la instalación de un congreso provisional de delegados de los cuatro cabildos de la provincia (Santa Fe de Antioquia, Medellín, Rionegro y Marinilla). Este congreso se reunió entre el 30 de agosto y el 7 de septiembre, y decidió entregar el poder a una Junta Superior, cuyo presidente sería justamente Ayala. Este gobernó unos pocos meses y fue reemplazado por una serie de gobernadores que ejercieron su cargo muy poco. En marzo de 1812, bajo la presidencia de Juan Carrasquilla, se reunió la primera Asamblea Constituyente del Estado, y expidió la primera constitución en la actual catedral de Rionegro, que daba el voto a los varones libres que fueran padres de familia, vivieran de sus rentas o sus trabajos, y no dependieran de otros.
En 1813 los patriotas locales comenzaron a temer que los españoles los atacaran desde Popayán, Lo cual motiva a la Ciudad de Rionegro a declarar su independencia el 7 de febrero, siendo la primera ciudad de Antioquia en hacerlo y la tercera de Colombia; a mediados de ese año decidieron nombrar al momposino Juan del Corral como dictador, para preparar la defensa de la región.
Durante el gobierno de Juan del Corral en Rionegro se propició el surgimiento del periodismo a raíz del funcionamiento de la primera imprenta en Antioquia, y la fundación por parte de Francisco José de Caldas ('el Sabio Caldas') de un taller de artillería en el que se fabricó maquinaria para la Casa de la Moneda de Medellín, se fundieron cañones y fusiles para equipar los ejércitos de libertad y se formaron los jóvenes que entrarían a muy temprana edad a conformar ejércitos; este taller funcionó en la famosa casa de la maestranza de Rionegro. Del Corral proclamó, el 11 de agosto de 1813, la independencia absoluta de Antioquia. Pidió además a la legislatura la aprobación de una ley según la cual los hijos futuros de las esclavas serían libres: la ley de libertad de partos. 
Los españoles finalmente intentaron reconquistar la provincia en 1815, y lo hicieron sin encontrar mayor resistencia. Las ciudades se sometieron al rey, y la reconquista, en esta región, no vio las ejecuciones y las represalias sangrientas de otros lugares del país. 
Derrotados los españoles en la Batalla de Boyacá, Bolívar mandó al coronel José María Córdoba a recuperar la provincia. Después de algunas escaramuzas, la batalla de Chorros Blancos, el 12 de febrero de 1820, marcó el fin del dominio español en Antioquia.

ACTA DE INDEPENDENCIA DE  ANTIOQUIA

El Estado Libre de Antioquia en 1813.

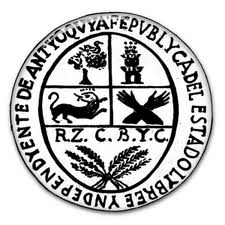
Escudo del Estado Libre de Antioquia, Colombia.

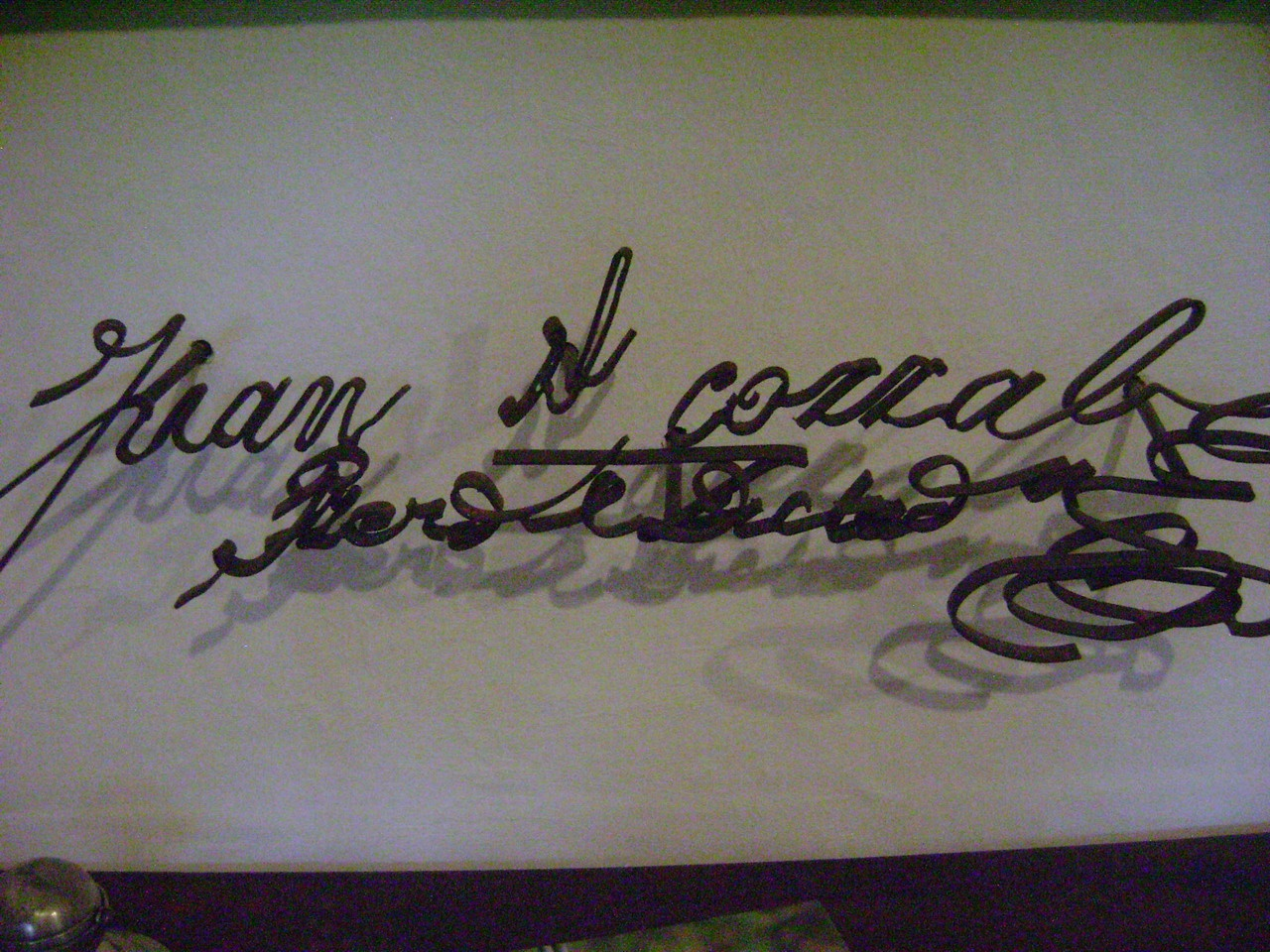
Firma de Juan del Corral, Presidente Dictador de Antioquia.

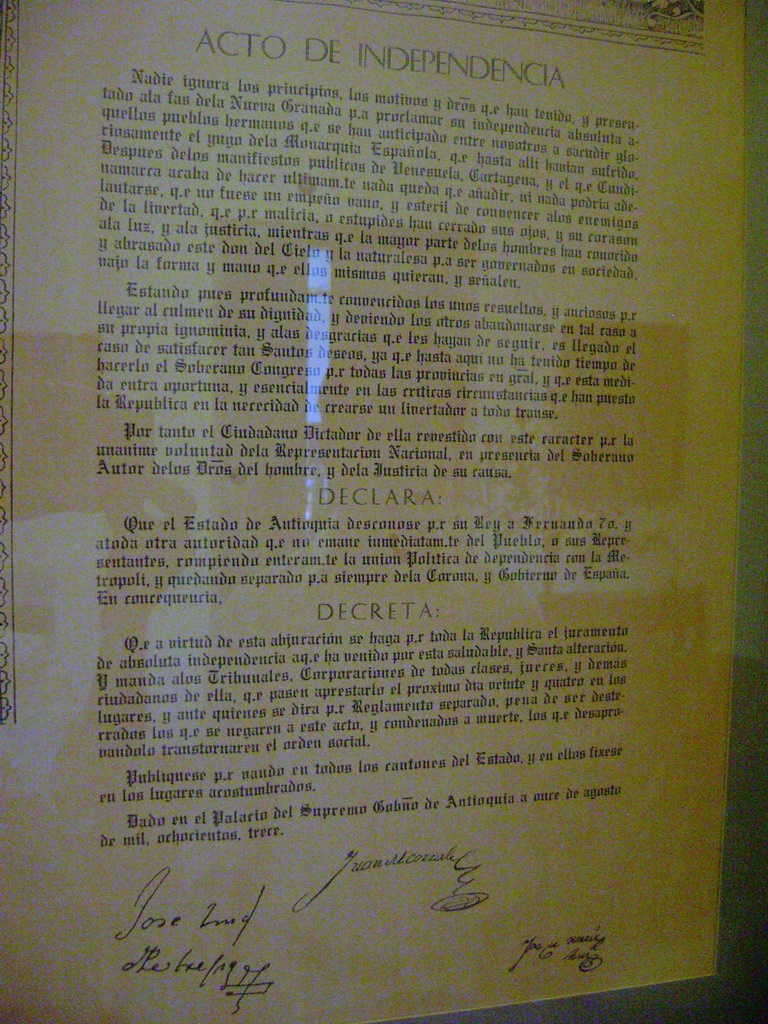
Facsímil del Acta de Independencia de Antioquia.

Nadie ignora los principios, los motivos y derechos que han tenido y presentado a la faz de la Nueva Granada para proclamar su independencia absoluta aquellos pueblos hermanos que se han anticipado entre nosotros a sacudir gloriosamente el yugo de la Monarquía española que hasta allí habían sufrido. Después de los manifiestos públicos de Venezuela, Cartagena y el que Cundinamarca acaba de hacer últimamente, nada queda que añadir, ni nada podría adelantarse que no fuese un empeño vano y estéril de convencer a los enemigos de la libertad que por malicia o estupidez han cerrado sus ojos y su corazón a la luz y a la justicia, mientras la mayor parte de los hombres han conocido y abrazado este don del cielo y la naturaleza, para ser gobernados en sociedad, bajo la forma y mando que ellos mismos quieran y señalen. Estando pues profundamente convencidos, los unos resueltos y ansiosos por llegar al culmen de su dignidad, y debiendo los otros abandonarse en tal caso a su propia ignominia y a las desgracias que les hayan de seguir, es llegado el día de satisfacer tan santos deseos ya que hasta aquí no han tenido tiempo de hacerlo el Soberano Congreso por todas las Provincias en general, y que esta medida entra oportuna y esencialmente en las críticas circunstancias que han puesto a la República en la necesidad de crearse un libertador a todo trance. Por tanto, el ciudadano Dictador de ella, revestido con ese carácter por la unánime voluntad de la Representación Nacional, en presencia del Soberano Autor de los derechos del hombre y de la justicia de su causa, declara: Que el Estado de Antioquia desconoce por su Rey a Fernando VII, y a toda otra autoridad que no emane inmediatamente del pueblo o sus representantes, rompiendo eternamente la unión política de dependencia con la Metrópoli, y quedando separado para siempre de la Corona y Gobierno de España.
En consecuencia, decreta: que a virtud de esta abjuración se haga por toda la República el juramento de absoluta independencia, a que ha venido por esta saludable y santa alteración; y manda a los tribunales, corporaciones de todas clases, jueces y demás ciudadanos de ellas que pasen a prestarlo el próximo día veinticuatro en los lugares y ante quienes se dirá por reglamento separado, bajo pena de ser desterrados los que se negaron a este acto, y condenados a muerte los que desaprobándolo trastornasen el orden social. 
Publíquese por bando en todos los Cantones del Estado, y en ellos fíjese en los lugares acostumbrados.
Dado en el Palacio del Supremo Gobierno de Antioquia, a once de agosto de mil ochocientos trece.
JUAN DEL CORRAL, Presidente Dictador.
José María Hortiz, Secretario de Guerra y Hacienda. 

José Manuel Restrepo, Secretario de Gracia y justicia.

PROGRAMA PARA  LA PROCLAMACIÓN DE LA INDEPENDENCIA DE ANTIOQUIA
Artículo 1° - El día 24 del corriente mes se hará la proclamación de absoluta independencia en las capitales de los cinco Departamentos, como en el siguiente día festivo en todos los demás lugares del Estado, por pequeños que ellos sean.
Artículo 2º.  - En Antioquia, la tarde del día fijado concurrirán al Palacio Nacional las autoridades civil, eclesiástica y militar, con las corporaciones de los empleados al servicio de la República, y por ante los Secretarios del Gobierno respectivos, pres¬tarán el juramento en la forma que se dirá. En Medellín lo hará el Superior Tribunal de  Justicia ante su Presidente, y por haberlo prestado el clero de aquella villa ante el Vicario provincial, bastará su publicación, y lo harán las demás autoridades y corporaciones en la sala del Ayuntamiento, en manos del Subpresidente departamental, y éste ante uno de los alcaldes ordinarios, practicándose lo mismo en Rionegro y Marinilla. En el Nordeste lo recibirá el juez Mayor de cada una de las seis jurisdicciones y tanto en todos los antedichos lugares, como en los demás de la República, sus jueces ordinarios, pobladores, y pedáneos, con los padrones a la vista exigirán el mismo juramento a todo ciudadano, indistinta y generalmente, desde la edad de diez y ocho años.
Artículo 3° - El acto antedicho se principiará leyéndose a todos el Decreto de absoluta Independencia, dado y firmado en once del corriente mes con agregación del reconocimiento y juramento que el Ciudadano Dictador hizo previa y privadamente en presencia de Dios, y de la República con asistencia y autorización de sus Secretarios del Despacho general, y lo que estos Ministros prestaron también ante S. E.
Artículo 4° - El juramento que generalmente se debe prestar a la República será con arreglo a la forma que sigue: Juráis delante de Dios, y en su Santo Nombre, obediencia al actual Gobierno y fidelidad a la República de Antioquia, en el nuevo, augusto y feliz estado de su independencia absoluta a que ha venido por el Supremo Decreto de 11 del corriente, desconociendo la Monarquía de España y el Gobierno de aquella Península, cualquiera que haya sido, y fuese en lo sucesivo; a la familia reinante y que reinar pueda después, y especial, y señaladamente al que se dice Príncipe heredero, Fernando VII?  Juráis desconocer en todo tiempo otra autoridad, sea cual fuere, que no emane inmediatamente del pueblo o sus representantes, y protestáis sostener con vuestra vida, vuestro honor y vuestras propiedades la separación  perpetua que hace el territorio de esta República de la Corona y Gobierno de España? Si así lo cumpliereis Dios os premie y de no sobre vos caiga su justa venganza y el brazo del Gobierno y la República.
Artículo 5º. - Las autoridades y cuerpos que deben, dirigirse al Palacio Nacional, enviarán de allí sus respectivas diputaciones a la casa del Ciudadano Dictador para conducirle y acompañarle en la carrera, desde ella a aquél.
Artículo 6° - Debiéndose celebrar un acto tan grande, feliz y memorable ;para la República, tanto en el bando y paseo ecuestre, como en todas sus partes, con la posible solemnidad, según los medios y proporciones de cada pueblo, se deja al honor, buen celo y patriotismo de los Ayuntamientos, justicias Mayores, Vicarios y Curas eclesiásticos, jefes militares, y demás, la facultad de disponer de acuerdo, el modo y forma de solemnizarle en todas sus partes, contando para ello con la concurrencia, medios y auxilio de los empleados y vecinos.
Artículo 7º  - En consecuencia, se celebrará en todas las parroquias, al día siguiente, y a la hora acostumbrada, una Misa solemne con asistencia general, y se cantará el Te Deum en acción de gracias al Todo Poderoso por tan fausto acontecimiento, por la consolidación de la República, por sus aumentos, por el acierto de su gobierno, por la conservación de la fe católica que profesan, y por la conservación de una paz general y duradera, cuyos ruegos se sustituirán en la colecta de la Misa para lo sucesivo.
Artículo 8º  - Por último, para ayudar al culto, y celebración de cuanto se ha dispuesto, decreta el gobierno luminarias públicas en las tres noches siguientes, contadas desde el día de la publicación, permitiendo al pueblo aquellas diversiones y regocijos que la Religión y el bien común de la sociedad no han proscrito. Circúlese y publíquese el presente Decreto Reglamentario a quienes y como corresponde para su cumplimiento.
Dado en el Palacio del Supremo Gobierno de Antioquia, a doce de Agosto de mil ochocientos trece.
Juan del Corral, Presidente Dictador.
José Manuel Restrepo, Secretario. 

José María Hortiz, Secretario.

JURAMENTO DEL PRESIDENTE  DE LA REPÚBLICA  DE ANTIOQUIA
En consecuencia del antecedente Decreto, en la mañana de este día, el Excmo. Sr. Presidente Dictador, en presencia de Dios y de la República, y con nuestra asistencia, le juró su fidelidad  en el nuevo, augusto y feliz estado de su Independencia absoluta, a que ha venido, desconociendo la Monarquía  de España, y el gobierno de aquella Península, cualquiera que haya sido y fuese en lo sucesivo; a la familia reinante y que reinar pueda después, y especial y señaladamente al que se dice Príncipe heredero, Fernando VII; juró desconocer en todo tiempo otra autoridad, sea cual fuere, que no emane inmediatamente del pueblo o sus repre¬sentantes, y protestó sostener con sus propiedades, con su honor y con su vida, la separación perpetua que hace el territorio de esta República, de la Corona y Gobierno de España, concluyendo con pedir a Dios el acierto en su Gobierno y sus misericordias en favor de la  misma República, y llamando sobre su cabeza la venganza del cielo, y de los hombres, si faltase a tan santos votos.
Antioquia, agosto once de mil ochocientos trece.
Juan del Corral, Presidente, Dictador.
José María Hortiz, Secretario de Gobierno y Hacienda.

José Manuel Restrepo, Secretario de Gracia y justicia.

JURAMENTO DE LOS SECRETARIOS DE LA REPÚBLICA DE  ANTIOQUIA
En acto continuo, los dos Secretarios de Guerra y  Hacienda y de Gracia y Justicia, prestaron, en manos del Excelentísimo Sr. Presidente Dictador, el juramento de la Independencia absoluta, según la fórmula prescrita en el artículo 4º del Reglamento de doce del corriente.
Antioquia, agosto once de mil ochocientos trece. Hay una rúbrica.
José María  Hortiz, Secretario de Guerra y Hacienda.

José Manuel Restrepo, Secretario de Gracia y justicia.

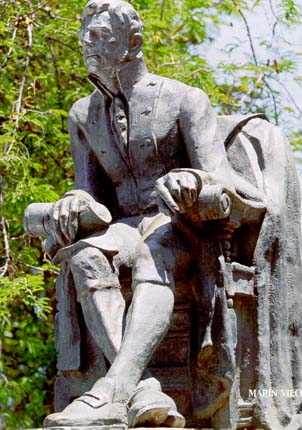
Juan del Corral

### Antioquia durante la Nueva Granada y la República de Colombia

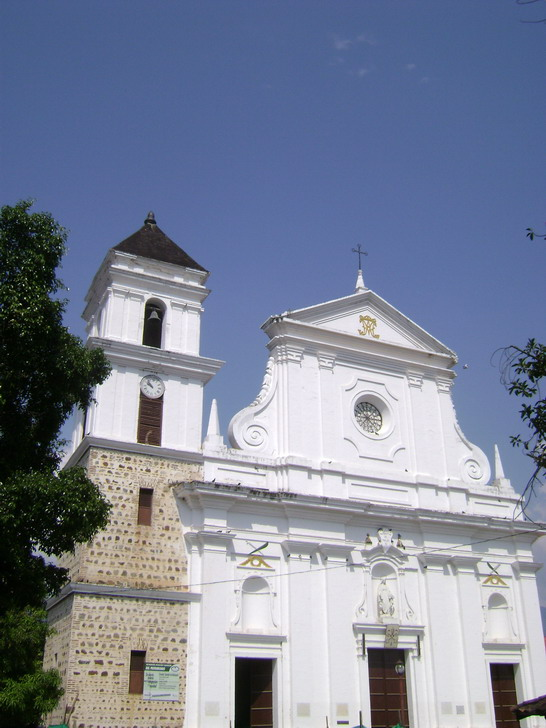
Catedral de Santa Fe de Antioquia, de estilo colonial.

El 17 de diciembre de 1819 fue expedida en el Congreso de Angostura la Ley Fundamental que creó la República de Colombia, cuyo vicepresidente fue el medellinense Francisco Antonio Zea. Quedaron unidas la Nueva Granada y Venezuela, divididas en tres departamentos: Cundinamarca, Venezuela y Quito. Antioquia quedó como provincia del departamento de Cundinamarca.
El 12 de julio de 1821 el Congreso Constituyente, bajo la presidencia del envigadeño José Manuel Restrepo, expidió la Constitución de la República de Colombia de 1821, basada en la de Angostura, la que dividió la República en departamentos y a éstos en provincias. Antioquia quedó como provincia del departamento de Cundinamarca y su capital continuó siendo Santa Fé de Antioquia, hasta 1826, cuando el Congreso Nacional aprobó trasladar la capital a Medellín. 
Durante estos años el hecho más notable fue la rebelión del general José María Córdoba, quien decidió, en septiembre de 1829, proclamar la vigencia de la Constitución de Cúcuta y levantarse contra la dictadura de Bolívar. Las tropas del gobierno derrotaron a Córdoba en la Batalla de El Santuario, el 17 de octubre de ese año, y el general rebelde fue asesinado cuando se encontraba ya indefenso y herido. 
Ante la disolución de Colombia en 1830, el departamento de Cundinamarca, que abarcaba todo el territorio de la actual Colombia, fue dividido, y Antioquia adquirió el carácter de departamento. En 1840 la región fue escenario de la rebelión encabezada por el exgobernador coronel Salvador Córdoba, en busca de mayor autonomía regional y contra el gobierno centralista de Pedro Alcántara Herrán. Córdoba fue derrotado y fusilado sin fórmula de juicio, junto con el exgobernador Manuel Antonio Jaramillo en Cartago. En esta revolución se hizo famosa Ana María Martínez de Nisser, quien se enroló como soldado en las filas de los defensores del gobierno legítimo y participó en la batalla de Salamina (1841). Los conservadores mantuvieron el poder regional hasta 1849, cuando el gobierno liberal de José Hilario López volvió a nombrar gobernadores liberales. La resistencia conservadora a las reformas liberales de mediados de siglo terminó en una guerra civil en la que participaron los antioqueños, que se levantaron a nombre de la defensa de la Iglesia y en defensa del federalismo y la autonomía regional, pero fueron derrotados.

Antioquia dividida en tres provincias, en 1851.

La respuesta del gobierno liberal fue dividir a Antioquia en tres provincias, Medellín, Córdoba, con Rionegro como capital, y Antioquia, con Santafé como capital, para frenar las mayorías electorales que ya tenía el conservatismo. Esta medida, así como las medidas tomadas contra la Iglesia, la libertad total de prensa, el impuesto directo y otras medidas radicales liberales, chocaban a los conservadores de Antioquia, que empezaron a favorecer un régimen federal, con el objeto de escapar al control del gobierno nacional. Esta visión coincidía con el federalismo que por razones doctrinarias sostenían muchos liberales en el resto del país, y favoreció la evolución hacia la autonomía regional que se dio en los años siguientes. 
En 1853 el país cambió su constitución y permitió a las provincias tener sus propias constituciones, así como gobernadores nombrados por las legislaturas locales. Córdoba, Santafé y Medellín expidieron entonces sus constituciones, en las que predominaron las orientaciones conservadoras.

### Antioquia bajo el federalismo

El Estado Soberano de Antioquia en 1865.

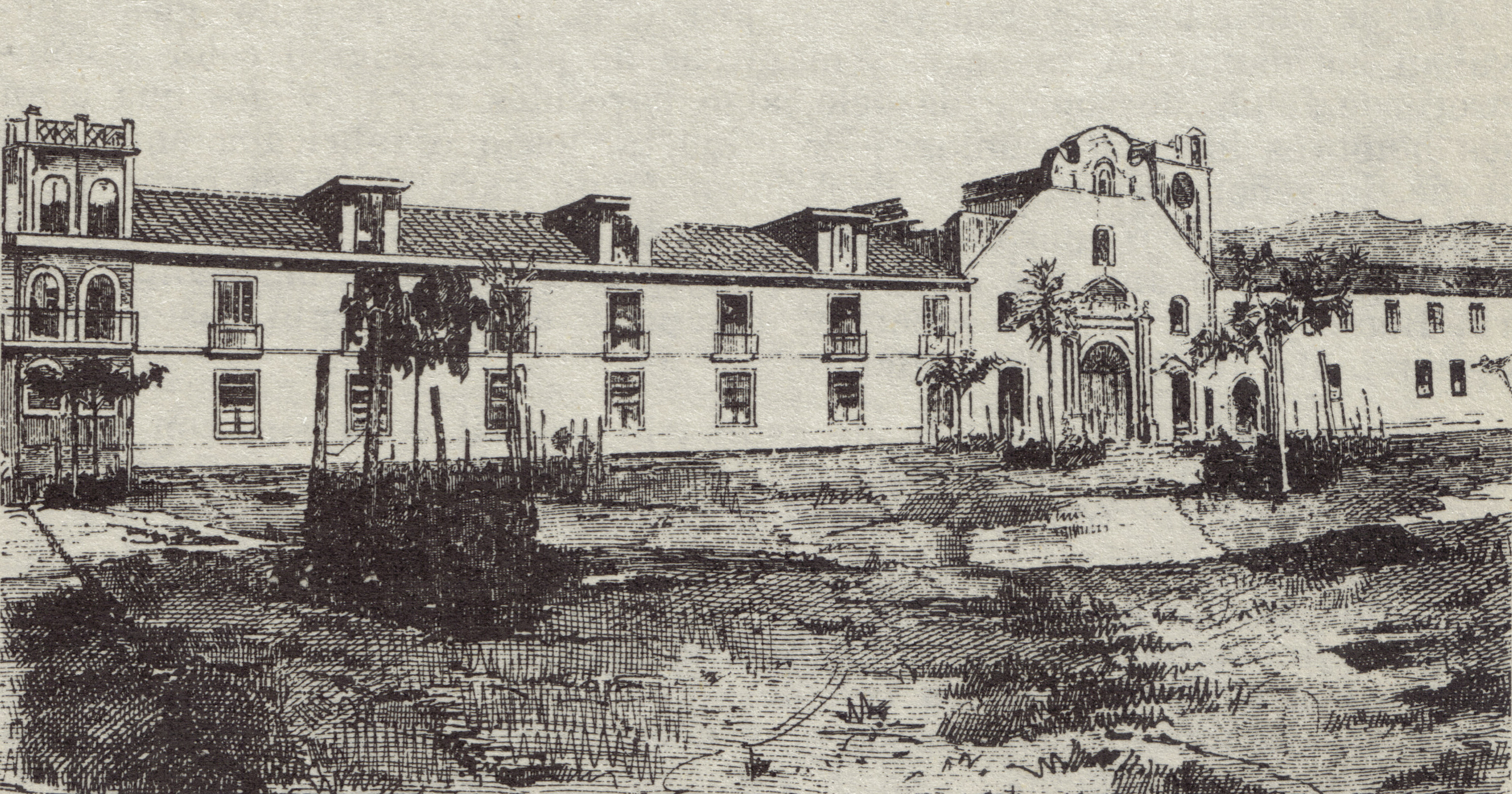
Universidad de Antioquia a mediados del.

Al volver los conservadores al poder en 1855, el Congreso aprobó la reunificación de Antioquia. La nueva provincia expidió una nueva constitución ese mismo año, y el año siguiente los representantes antioqueños en el Congreso, en su mayoría conservadores, lograron la aprobación de una Acto Adicional a la Constitución para crear el Estado de Antioquia el 11 de junio de 1856. La tendencia al federalismo fue confirmada por la Constitución de 1858, la cual cambió el nombre del país a Confederación Granadina y adoptó el régimen federal. En 1863, el federalismo se acentuó con la Constitución de Rionegro, que adoptó el nombre de Estados Unidos de Colombia y dio a los Estados el carácter de soberanos. 
El 27 de enero de 1863 se expidió la Constitución Política del Estado Soberano de Antioquia. Entre sus rasgos destacados, en ella se establece de nuevo la uni-cameralidad de la Asamblea del Estado, la cual se componía de 30 diputados, nombrados por los municipios. Aprobada la Constitución de Rionegro en mayo de ese año, se aprobó una nueva constitución de Antioquia el 29 de mayo, por un gobierno liberal presidido por Pascual Bravo. Los conservadores, descontentos con medidas como la expropiación de los bienes de manos muertas y el control de la Iglesia por parte del estado, se lanzaron a una nueva revuelta, que terminó el 4 de enero de 1864 con el triunfo conservador y la muerte del gobernador en la batalla de El Cascajo. Desde entonces, hasta 1877, los conservadores, orientados por Pedro Justo Berrío, mantuvieron el control del Estado, y desarrollaron una política muy activa de apoyo a la educación, las vías públicas y el desarrollo económico. 
Los liberales recuperaron el poder en 1877, como consecuencia de la guerra civil de 1876 lanzada por los conservadores, descontentos con las reformas educativas liberales, contra el gobierno nacional. Una nueva constitución liberal reemplazó la de 1864, y los liberales lograron mantener el poder hasta 1886.

### Antioquia durante La Regeneración
"La victoriosa alianza entre los conservadores y los independientes se plasmó en 1885-1886 con un proyecto estatal que tuvo como bases la centralización política del país, la descentralización administrativa, la organización de un ejército único y nacional, el mantenimiento del Banco Nacional y del papel moneda y la relación concordataria entre la Iglesia y el Estado".
Una vez aprobada la Constitución de 1886, el Consejo Nacional de Delegatarios nombró como Presidente de la República para un período de seis años (1886-1892) a Rafael Núñez.
El gobierno de Antioquia se reorganizó una vez culminada la guerra de 1885 y en los comienzos de la Regeneración (1886-1891). El 7 de septiembre de 1886 se proclamó a Marceliano Vélez como gobernador del departamento de Antioquia.
La actitud global de los grupos dirigentes antioqueños una vez iniciada la regeneración consistió en apoyar el régimen político nacional, pero manteniendo su distancia con respecto a las políticas económicas del gobierno central. Por ello la búsqueda de exenciones frente a estas políticas se constituyó en un elemento básico para entender los factores de conciliación y conflicto entre la región antioqueña y el gobierno nacional.

### El comercio
Desde mediados del siglo XIX comienza a manifestarse en Antioquia un importante desarrollo comercial, reflejo, entre otras causas, de la expansión que se daba en la minería, del auge de la ganadería comercial y de la colonización antioqueña del sur de su territorio y de otras regiones. Tanto la población minera y los centros dependientes de las minas -como Remedios, Segovia y Titiribí, entre otros-, así como las zonas de colonización, se iban transformando en importantes mercados para los comerciantes.

## sigloXX

### La segregación del departamento de Caldas

Segregación del Departamento de Caldas y agregación de la zona de Urabá, en 1905.

Antioquia dividida en cuatro departamentos, en 1908.

Restauración definitiva del Departamento de Antioquia en 1910.

La guerra de los Mil Días había dejado al país en condiciones lamentables en su economía, y tanto la situación política como la social hacían necesaria la adopción de medidas de reanimación de regiones que pedían nuevas formas de administración y manejo de sus recursos. Antes de la larga confrontación civil, y como consecuencia de la centralización que prevaleció en la Constitución de 1886, el manejo desde el gobierno central provocó reacciones que se exteriorizaron en las intervenciones del General Rafael Uribe Uribe, en el Parlamento, y en documentos públicos en los que el caudillo liberal hizo propuestas específicas para una nueva conformación político administrativa de Colombia. 
En un documento titulado “División territorial”, expuso razones de fondo para promover la segregación de los estados del Cauca, Antioquia, Tolima y Magdalena. Era lógico que sus propuestas salieran derrotadas en el Congreso, puesto que se trataba del único representante de la oposición que tenía asiento en el legislativo. Las razones políticas llevaron en consecuencia, a que sus planteamientos solo tuvieran concreción pasada la guerra.
El General Rafael Reyes fue elegido Presidente de la República y se inició el denominado “Quinquenio” en el que con poderes dictatoriales gobernó al país y tomó decisiones trascendentales. Entre las realizaciones planteadas por Uribe a finales del siglo, dictó las leyes que justo antes de 1910 dieron origen a los departamentos de Caldas, Huila y Atlántico. 
Los respectivos territorios salieron de los Estados del Cauca, Antioquia, Tolima y Magdalena. La decisión de Reyes, cuya visión de estado debe reconocerse, fue correcta. Las nuevas divisiones demostraron a la postre que obedecían, no a caprichos, sino a condiciones sentidas que se ordenaban en la lógica social, económica y política de la República.
Caldas fue el amortiguador para suavizar las tensas relaciones que existían entre Antioquia y el Cauca, enfrentadas por procesos políticos y por la animadversión de sus caudillos, cada uno en procura de dominar el país y controlar el Estado. Surgió entonces una región pujante, fruto de la colonización antioqueña, que le imprimió vigor y sentido de empresa y de la influencia intelectual del Cauca, el cual abrió las puertas de sus centros académicos a los hijos de esos colonizadores.

### La industria
El territorio montañoso y escarpado contribuyó a que Antioquia desde épocas remotas se especializara en productos diferentes a la agricultura y a que desarrollara estrategias económicas muy creativas. 

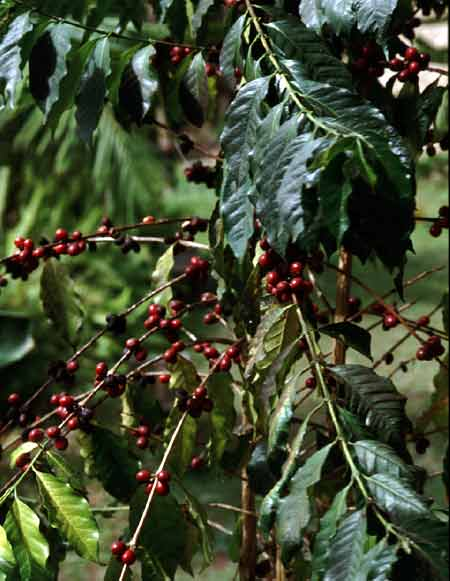
Café, la consolidación de la economía nacional.

Solo durante el siglo XX el café permitió utilizar buena parte de estas montañas de clima medio y ellas se convierten en un modo de vida para numerosas familias. 
Sin embargo, aunque pobre en tierras planas y fértiles, la región tenía oro en mustios (aluviones auríferos) y en sus vetas. Esta circunstancia, junto a su localización en el interior del país, lejos del mar y con dificultades para comunicarla, la hicieron muy dependiente de bienes alimenticios y manufacturados que se producían en otras regiones. 
En efecto, la producción de oro, el comercio y el contacto con las zonas mineras fueron de gran importancia para la futura industrialización de la región. 
Con la temprana crisis de la esclavitud en Antioquia (1781), los esclavos se convirtieron en mineros independientes pobres (mazamorreros), productores de oro. Ellos enriquecieron a los comerciantes abastecedores de víveres a los que se llamaban rescatantes, quienes acumularon grandes fortunas o capitales que invirtieron en tierras (rurales y urbanas), ganado, café y finalmente en industrias. 
Surgió también de allí la mano de obra requerida por la industria antioqueña. Este es un tema muy discutido porque el proceso de industrialización coincide con el desarrollo del café en la región, y esta actividad requiere muchos brazos y descansa en pequeñas y medianas empresas familiares (economía campesina). 
Lo cierto es que la mano de obra empleada durante la primera fase, es de mujeres que constituyen excedentes de población campesina, urbana y semiurbana, y que contribuyen con su salario a la economía familiar enviando o suministrando una parte o la totalidad de sus ingresos. Para los industriales tenían la ventaja de ser mano de obra barata, pues percibían aproximadamente la mitad del salario de los hombres. 
En 1923, año en que se realiza una exposición industrial en Medellín, el 73% del personal obrero de los establecimientos industriales de Medellín y los municipios vecinos es masculino y el 27% femenino, ocupado en labores de mantenimiento de maquinaria o en algunas labores rudas como la alimentación de los hornos en las vidrierías. 
Así, se asiste simultáneamente a un fortalecimiento y expansión de la economía campesina cafetera y a la proletarización de un sector de la población compuesto en su mayoría por mujeres, que logran junto con los empresarios e ingenieros poner en marcha las primeras empresas fabriles.

### La crisis de 1929
Antioquia había experimentado en mayor grado el avance económico de los años veinte y para ella el contraste con la coyuntura de la crisis de 1929 fue sin duda más violento que en otras regiones del país. Se estima que más o menos el 60% en valor de los insumos industriales colombianos en esa época eran importados. Lo mismo puede ser válido para Antioquia, que era la que usaba casi la mitad de dichos insumos. Por lo tanto, el drástico recorte en la capacidad para importar castigaba duramente a la naciente pero vigorosa industria.

### De los años 50 en adelante
En los años cincuenta, el crecimiento relativo de la industria en Cundinamarca, el Valle del Cauca y otras regiones del país, fue sensiblemente mayor que el de Antioquia. Por esa razón, este departamento, que en el censo industrial de 1945 ocupó el primer puesto entre los demás del país, en 1956, cuando se hizo un nuevo censo, pasó a ocupar el segundo puesto después de Cundinamarca, tanto por el número de establecimientos, como por la fuerza laboral y el valor agregado en industrias. Desde entonces, Antioquia ya no volvió a ocupar la primacía industrial en Colombia.

## sigloXXI

### Reacción
La sociedad antioqueña ha reaccionado con tal fuerza contra ese período de violencia, que ha logrado unirse en torno al objetivo de sacar adelante su capital y su región en clara categoría de triunfo, al punto de haber recobrado, desde 2006, su liderazgo económico y cultural tradicional con los mismos visos ejemplarizantes que temporalmente había perdido.

## Nueva Colonización en elsigloXXyXXI
A pesar de ser un periodo de muchos conflictos y de crisis de seguridad, el antioqueño  se está desplazando poco a poco hacia el norte sobre los departamentos de Córdoba y Sucre, en busca de negocios como la ganadería, la pesca y la riqueza de sus tierras para la agricultura.
Más de un 27,3% de la población entre estos dos departamentos ubicados al noroccidente del país, pertenece a Antioquia[cita requerida].
Hoy día Antioquia es sede de los principales grupos económicos y financieros de Colombia; se dirige con solidez hacia el cumplimiento de sus metas en inversión social, exhibe un liderazgo evidente en progreso, cultura, investigación, educación, salud, y muchas otras áreas y sectores nucleares de la vida nacional[cita requerida], y sus adquisiciones corporativas se extienden por muchos países en el extranjero.

## Continuación de la violencia y el narcotráfico[15]
Hoy día la región, y especialmente Medellín, se ha venido consolidando como el principal centro de operaciones de las bandas emergentes, provenientes de los restos de los grupos paramilitares que se desmovilizaron durante las conversaciones de paz con el gobierno Colombiano en el periodo 2004-2006.Entre ellas están: La Oficina de Envigado, Autodefensas Gaitanistas de Colombia, Águilas Negras, el Clan Úsuga, Los Rastrojos o el grupo de Los Paisas, entre otros, quienes originan su nombre del apodo que suele utilizarse para los locales de Antioquia: "Paisa"; dado que fue concebida y sus integrantes son principalmente oriundos de la región Paisa. Estos grupos criminales concentran sus operaciones en las ciudades y pequeños pueblos tratando de controlar los flujos de drogas hacia la costa Caribe, especielmtente los departamentos de Córdoba y Sucre donde las venden a las organizaciones que cuentan con infraestructuras más grandes y pueden mover las drogas a nivel internacional.